# Metania vesparia
Metania vesparia är en svampdjursart som först beskrevs av Martens 1868.  Metania vesparia ingår i släktet Metania och familjen Metaniidae. Inga underarter finns listade i Catalogue of Life.